# Nora Gjakova
Nora Gjakova (Gjakovë, 17 augustus 1992) is een Kosovaars judoka. Ze komt uit in de klasse tot 57 kilogram en is Europees en olympisch kampioen. Daarnaast won ze meerdere Grand Slams en Grand Prix. Haar broer Akil Gjakova is ook een judoka.

## Carrière
Gjakova won in 2012 haar eerste eremetaal op de Grand Prix van Abu Dhabi. In 2015 won ze brons voor Kosovo op de Europese Spelen. Tijdens de Olympische Zomerspelen 2016 verloor Gjakova in de tweede ronde van de Roemeense Corina Căprioriu. In 2016 en 2017 won ze brons op de EK. In 2018 werd ze in Tel Aviv Europees kampioene door in de finale de Duitse Theresa Stoll te verslaan. Een jaar erna verloor ze de EK-finale (als onderdeel van de Europese Spelen 2019) van Darja Mezjetskaja uit Rusland. In 2021 won ze op de EK weer brons. Op WK's was Gjakova jarenlang minder succesvol, echter in 2021 haalde ze de halve finale van het toernooi. Deze verloor ze op ippon van de latere wereldkampioene Jessica Klimkait uit Canada, waarna ze wel de politiek gevoelige strijd om brons won van Marica Perišić uit Servië. Later dat jaar mocht ze voor Kosovo deelnemen aan de met een jaar uitgestelde Olympische Spelen, waar ze als derde geplaatst was. Ze versloeg in haar eerste ronde Sanne Verhagen uit Nederland en won de kwartfinale van Kaja Kajzer uit Slovenië op ippon. In de halve finale versloeg ze de thuisspelende Japanse Tsukasa Yoshida met één punt. In de finale was ze met een ippon te sterk voor de als vierde geplaatste Française Sarah-Léonie Cysique, waardoor ze voor het tweede Kosovaarse goud van Tokio zorgde. Hierop ontving ze van de president van Albanië de hoogste nationale onderscheiding, de Ere van de Natie. 
1992: Miriam Blasco ·
1996: Driulis González ·
2000: Isabel Fernández ·
2004: Yvonne Bönisch ·
2008: Giulia Quintavalle · 
2012: Kaori Matsumoto · 
2016: Rafaela Silva · 
2020: Nora Gjakova · 
2024: Christa Deguchi